# Terrence Bieshaar
Terrence Christoffel Bieshaar (Haarlem, 28 luglio 1997) è un cestista olandese di formazione spagnola.

## Palmarès
- Coppa d'Austria: 1

Oberwart Gunners: 2021